# Jan Groth
Jan Groth (* 15. Januar 1921 in Bielitz; † 17. Juli 1993) war ein polnischer Schauspieler.

## Leben
Nach dem Abitur wurde er zum Kriegsdienst eingezogen. 1945 besuchte er die staatliche Schauspielschule in Krakau und Danzig. Im Spieljahr 1945/46 stand er bereits als Ensemblemitglied auf der Bühne des Polnischen Staatstheaters in Breslau.
Von 1946 bis 1956 spielte er am Polnischen Staatstheater Danzig. Dort verkörperte er in polnischsprachigen Aufführungen Wurm in Kabale und Liebe, Tybald in Romeo und Julia, Basilio in Der tolle Tag oder Figaros Hochzeit, Hortensio in Der Widerspenstigen Zähmung und Bleichenwang in Was ihr wollt.
1957 ging er nach Österreich und spielte 1958/59 am Landestheater Klagenfurt. 1960 siedelte er nach Wien über und war dort zunächst für Kellerbühnen tätig. Von 1961 bis 1967 trat er am Theater an der Wien (in dem Musical Heimweh nach St. Pauli, neben Freddy Quinn), am Raimund-Theater (in Lady Windermeres Fächer) und am Burgtheater (in Camus’ Caligula und Anouilhs Becket oder die Ehre Gottes) auf.
1967 zog Groth nach Deutschland und ließ sich in Grünwald nieder. Er konzentrierte sich in den folgenden Jahren auf seine Arbeit für Film und Fernsehen. Er starb 1993; sein Grab befindet sich auf dem Friedhof von Grünwald.

## Filmografie

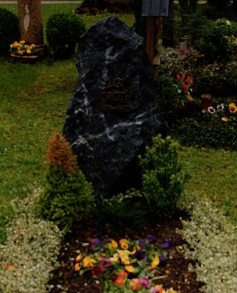
Grabstätte von Jan Groth

- 1970: Das gelbe Haus am Pinnasberg
- 1970: Perrak
- 1970: Die seltsamen Methoden des Franz Josef Wanninger (Der Schausteller, Fernsehserie)
- 1972: Doppelspiel in Paris
- 1972: Der Schrei der schwarzen Wölfe
- 1972: Die Fremde
- 1972: Tatort – Rattennest
- 1973: Okay S.I.R. (Kastanien aus dem Feuer, Fernsehserie)
- 1973: Mordkommission (Fernsehserie)
- 1974: Zündschnüre
- 1974: Hamburg Transit (Hochsaison, Fernsehserie)
- 1974: Eskalation
- 1975:  Derrick (Alarm auf Revier 12, Fernsehserie)
- 1975: Bitte keine Polizei (Zwei falsche Gulden, Fernsehserie)
- 1976: Schaurige Geschichten (Der Ausbrecher, Fernsehserie)
- 1976: Alexander März
- 1977: Grete Minde
- 1977: Sonderdezernat K1 (Der Stumme, Fernsehserie)
- 1977: Auf der Suche nach dem Glück (Fernsehserie)
- 1977: Der Alte (Blütenträume, Fernsehserie)
- 1977: Die Konsequenz
- 1977: Halbe-Halbe
- 1978: Amor
- 1979: Nosferatu – Phantom der Nacht
- 1979: Tatort – Freund Gregor
- 1979: Baranski
- 1979: Ein Kapitel für sich (Mehrteiler)
- 1980: Polizeiinspektion 1 (Nippa Johan, Fernsehserie)
- 1980: Derrick (Tödliche Sekunden, Fernsehserie)
- 1980: Berlin Alexanderplatz
- 1981: Kudenow oder An fremden Wassern weinen
- 1982: St. Pauli-Landungsbrücken (Fernsehserie, eine Folge)
- 1984: Morgen in Alabama
- 1984: Abwärts
- 1985: Plötzlich und unerwartet
- 1985: Sylter Novelle
- 1986: Auf Achse (Einmal gerade – einmal krumm, Fernsehserie)
- 1986: Detektivbüro Roth (Computer kennen keine Kollegen, Fernsehserie)
- 1992: Anwalt Abel (Kaltes Gold, Fernsehserie)